# جونگ وون سون
جونگ وون سون (کره‌ای: 정운선؛ زادهٔ ۱۰ مه ۱۹۸۳) بازیگر اهل کره جنوبی است. او به خاطر ایفای نقش در مجموعه‌های تلویزیونی همچون شادی و پیش‌بینی عشق و آب‌وهوا شناخته می‌شود.

## فیلم‌شناسی

### مجموعه تلویزیونی
| سال  | عنوان                     | نقش          | منابع |
| ---- | ------------------------- | ------------ | ----- |
| ۲۰۲۱ | شادی                      | شین سو یون   | [ ۴ ] |
| ۲۰۲۲ | پیش‌بینی عشق و آب‌وهوا      | جین ته کیونگ | [ ۵ ] |
| ۲۰۲۳ | آژانس                     | به وون هی    | [ ۶ ] |
| ۲۰۲۳ | دروغ‌های پنهان در باغچه من | اوه هه سو    | [ ۷ ] |